# Europese weg 806
De Europese Weg 806 of E806 is een Europese weg die loopt van Torres Novas in Portugal naar Guarda in Portugal.

## Algemeen
De Europese weg 806 is een Klasse B-verbindingsweg en verbindt het Portugese Torres Novas met het Portugese Guarda en komt hiermee op een afstand van ongeveer 230 kilometer. De route is door de UNECE als volgt vastgelegd: Torres Novas - Abrantes - Castelo Branco - Guarda.

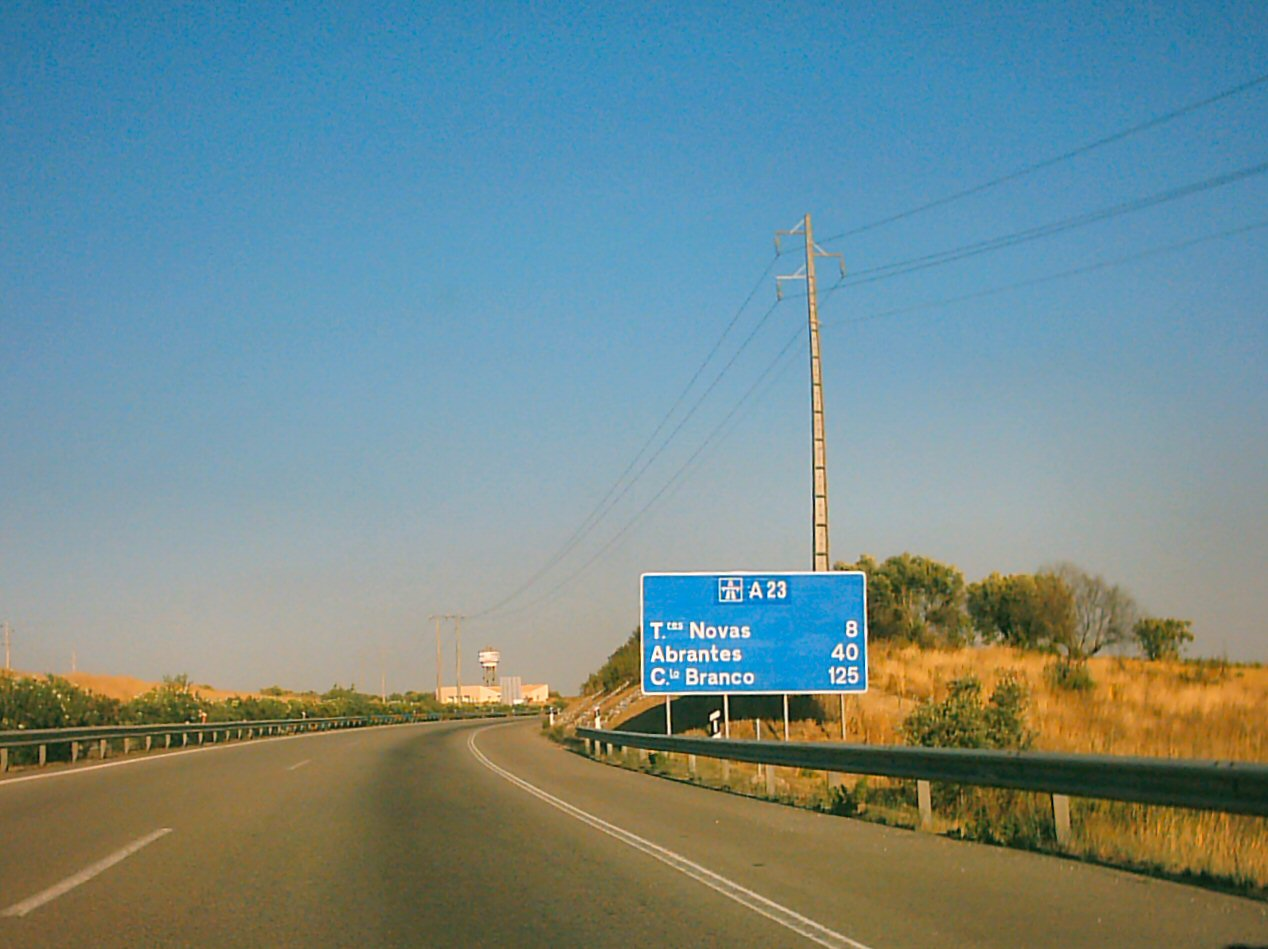
De E806.